# La Vuelta de Zopelican
La Vuelta de Zopelican är en ort i Mexiko.   Den ligger i kommunen Amatitlán och delstaten Veracruz, i den sydöstra delen av landet, 400 km öster om huvudstaden Mexico City. La Vuelta de Zopelican ligger 5 meter över havet och antalet invånare är 174.
Terrängen runt La Vuelta de Zopelican är mycket platt. Runt La Vuelta de Zopelican är det ganska glesbefolkat, med 50 invånare per kvadratkilometer. Närmaste större samhälle är Cosamaloapan de Carpio, 17,5 km sydväst om La Vuelta de Zopelican. Trakten runt La Vuelta de Zopelican består till största delen av jordbruksmark.